# Teodor Spiralski
Teodor Spiralski (ur. 7 listopada 1868 w Starym Kramsku; zm. 5 stycznia 1940 Sachsenhausen) –  działacz narodowy i ludowy na Babimojszczyźnie. Współorganizator strajków szkolnych (1905–07), współzałożyciel koła Towarzystwa „Sokół”, uczestnik powstania wielkopolskiego. Po I wojnie światowej brał udział w konferencjach w Paryżu (traktat wersalski) i Spa. Z jego inicjatywy powstała dziewiąta w Niemczech (a pierwsza na Babimojszczyźnie) polska szkoła w Starym Kramsku. Aresztowany po wybuchu II wojny światowej i osadzony w więzieniu w Kargowej. Przewieziony do więzienia w Cottbus, a następnie do obozu w Sachsenhausen.